# Lattakjauratj (Arvidsjaurs socken, Lappland, 732176-164531)
Lattakjauratj är en sjö i Arvidsjaurs kommun i Lappland och ingår i Piteälvens huvudavrinningsområde.